# Manuel Osifo
Manuel Osifo (31 juli 2003) is een Belgisch voetballer.

## Clubcarrière
Osifo zette zijn eerste voetbalstappen bij VG Oostende. In 2011 stapte hij over naar stadsgenoot KV Oostende, waar hij op zijn zeventiende werd opgeroepen voor het beloftenelftal. Op 22 mei 2021 maakte hij er zijn officiële debuut in het eerse elftal: op de slotspeeldag van de Europe play-offs liet trainer Alexander Blessin hem in de 86e minuut invallen voor Kevin Vandendriessche. In augustus 2021 ondertekende hij zijn eerste profcontract bij KV Oostende.
In het seizoen 2021/22 kreeg hij vrij snel opnieuw een kans: op de derde en vierde competitiespeeldag mocht hij tegen respectievelijk KAA Gent en RFC Seraing telkens een paar minuten voor tijd invallen, op de vijfde speeldag kreeg hij door de schorsing van Alfons Amade een basisplaats als rechtsback.

## Clubstatistieken
| Seizoen         | Club            | Land            | Competitie      | Competitie | Competitie | Beker | Beker | Supercup | Supercup | Europees | Europees | Totaal | Totaal |
| Seizoen         | Club            | Land            | Competitie      | Wed.       | Dlp.       | Wed.  | Dlp.  | Wed.     | Dlp.     | Wed.     | Dlp.     | Wed.   | Dlp.   |
| --------------- | --------------- | --------------- | --------------- | ---------- | ---------- | ----- | ----- | -------- | -------- | -------- | -------- | ------ | ------ |
| 2020/21         | KV Oostende     | Vlag van België | Eerste klasse A | 1          | 0          | 0     | 0     | —        | —        | 0        | 0        | 1      | 0      |
| 2021/22         | KV Oostende     | Vlag van België | Eerste klasse A | 3          | 0          | 0     | 0     | —        | —        | 0        | 0        | 3      | 0      |
| 2022/23         | 0               | 0               | 0               | 0          | —          | —     | 0     | 0        | 0        | 0        |          |        |        |
| Carrière totaal | Carrière totaal | Carrière totaal | Carrière totaal | 4          | 0          | 0     | 0     | 0        | 0        | 0        | 0        | 4      | 0      |

Bijgewerkt op 21 augustus 2021.